# Öxnadalur

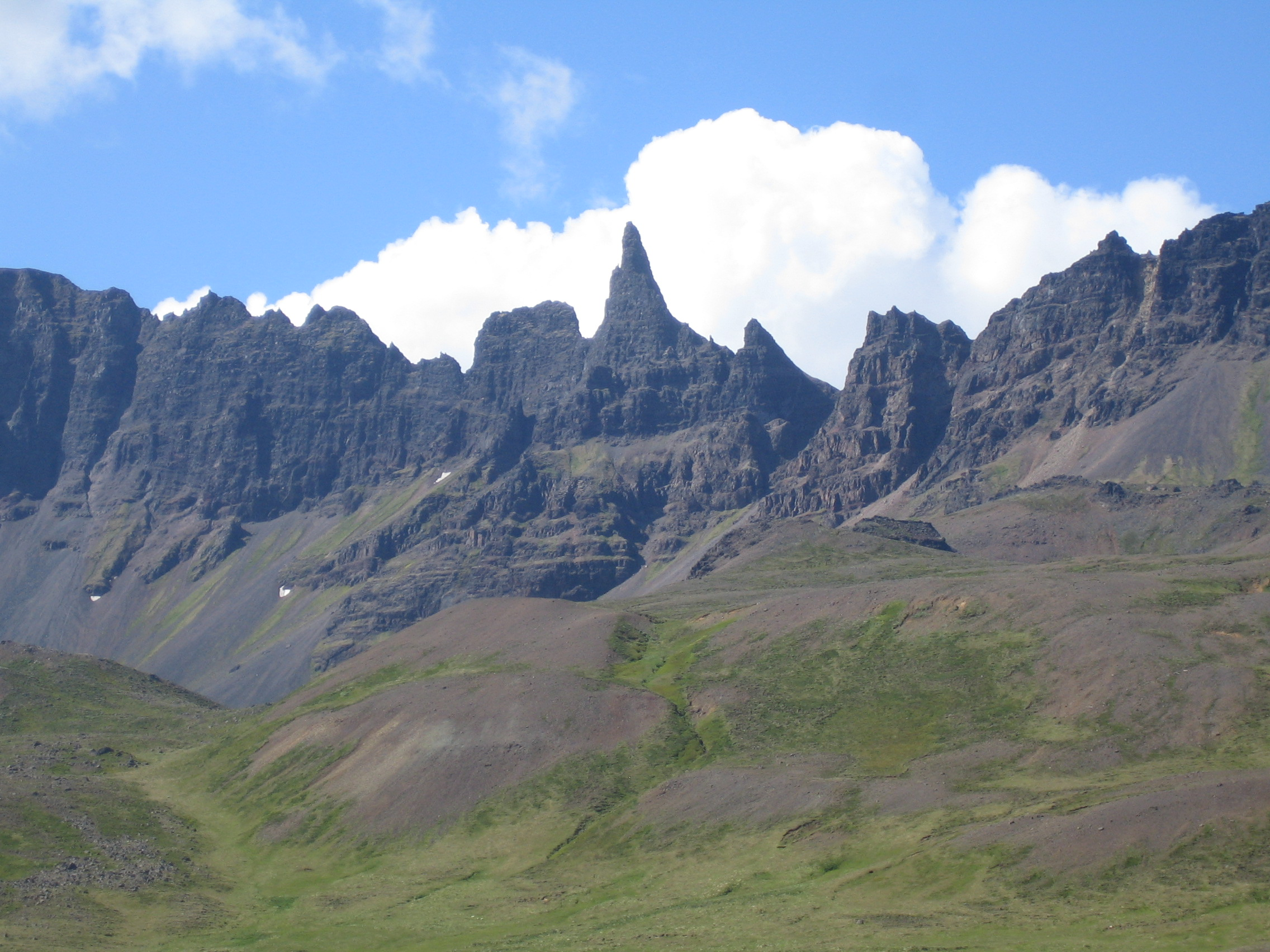
Hraundangi im Öxnadalur

Das Öxnadalur ist ein Tal im Nordosten Islands. Es befindet sich zwischen Varmahlíð und Akureyri auf dem Gemeindegebiet von Hörgársveit.

## Geografie
Das etwa 30 km lange, schmale Tal wird vom Fluss Öxnadalsá durchflossen. Es schließt sich an die Hochebene Öxnadalsheiði an. Der markanteste Gipfel ist der 1.075 m hohe Hraundrangi.
Das Tal befindet sich südöstlich des Hörgárdalur.

## Geschichte

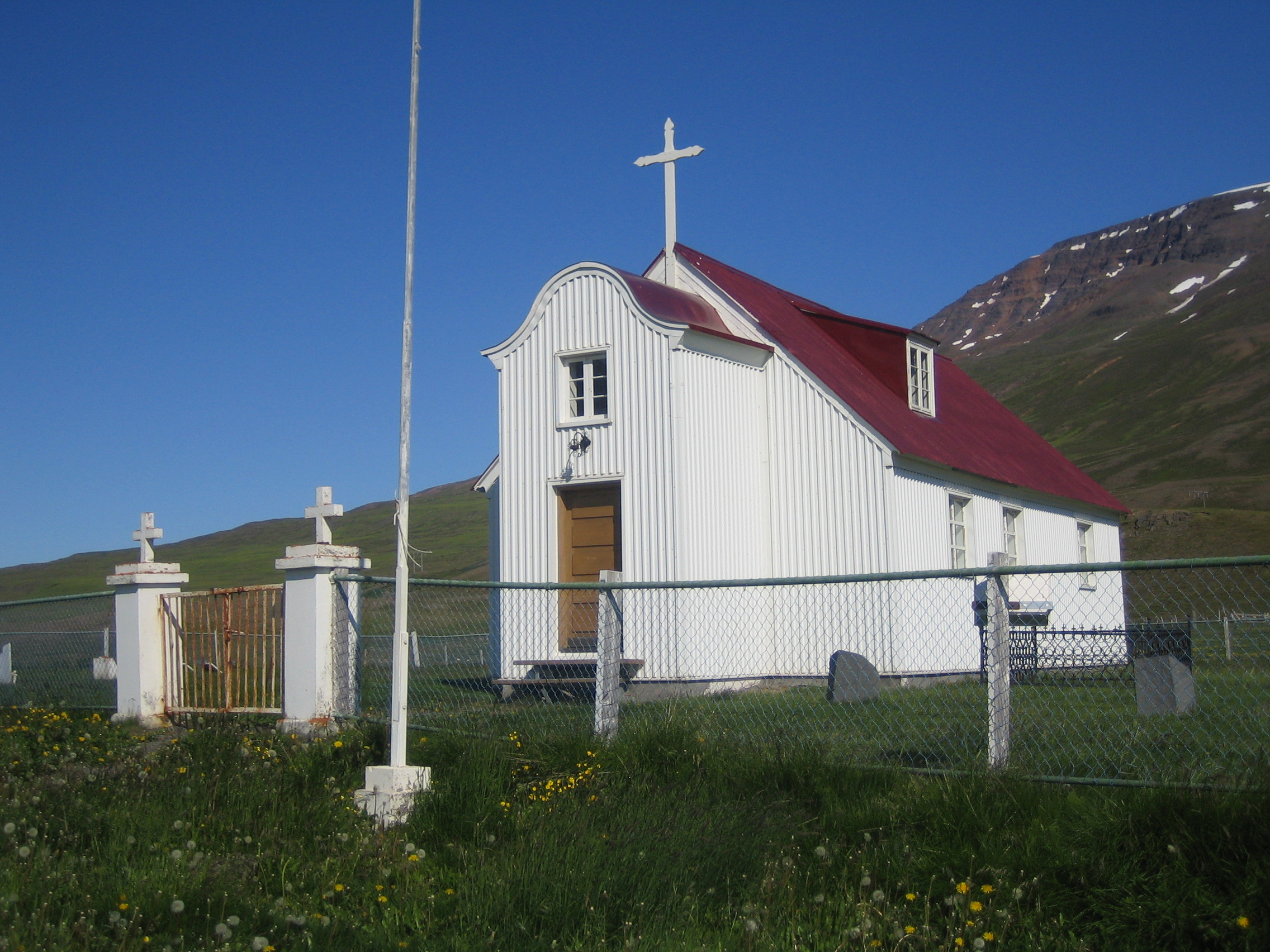
Kirche Ytra Baegisá

Nach dem Tal wurde eine ehemals selbstständige Gemeinde, Öxnadalshreppur, benannt. Sie gehört heute zur Gemeinde Hörgársveit.
Das Tal ist mit dem Dichter Jónas Hallgrímsson verbunden, der seine Kindheit auf dem Hof Steinstaðir verbrachte und zu dessen Ehren ein Hain nahe der Holzkirche Bakki angelegt wurde.

## Verkehr
Die Ringstraße führt durch das Tal von Südwesten in Richtung Akureyri.

## Ortschaften
Auf dem Gehöft Ytra Baegisá, wo einer der bedeutendsten Dichter und Pfarrer Islands, Jón Þorláksson (1744–1819) lebte, steht eine 1858 erbaute Holzkirche. Seit 1990 steht die Kirche unter Denkmalschutz.
Die Holzkirche Bakkakirkja auf dem Hof Bakki wurde 1842 erbaut und 1910 um einen 2,65–2,66 m großen Vorbau erweitert. Seit 1990 steht die Kirche, deren Kirchenschiff 10,46 m lang und 4,92 m breit ist, unter Denkmalschutz.